# Acronicta parisiensis
Acronicta parisiensis là một loài bướm đêm trong họ Noctuidae.